# Kondratowice
Kondratowice est une localité polonaise et siège de la gmina de Kondratowice, située dans le powiat de Strzelin en voïvodie de Basse-Silésie.

## Histoire
De 1742 à 1932, Kurtwitz fait partie de l'arrondissement de Nimptsch dans le district de Breslau au sein de la province de Silésie.